# Berson
Berson – miejscowość i gmina we Francji, w regionie Nowa Akwitania, w departamencie Żyronda.
Według danych na rok 1990 gminę zamieszkiwało 1490 osób, a gęstość zaludnienia wynosiła 83 osób/km² (wśród 2290 gmin Akwitanii Berson plasuje się na 283. miejscu pod względem liczby ludności, natomiast pod względem powierzchni na miejscu 616.).